# Ногайский слон

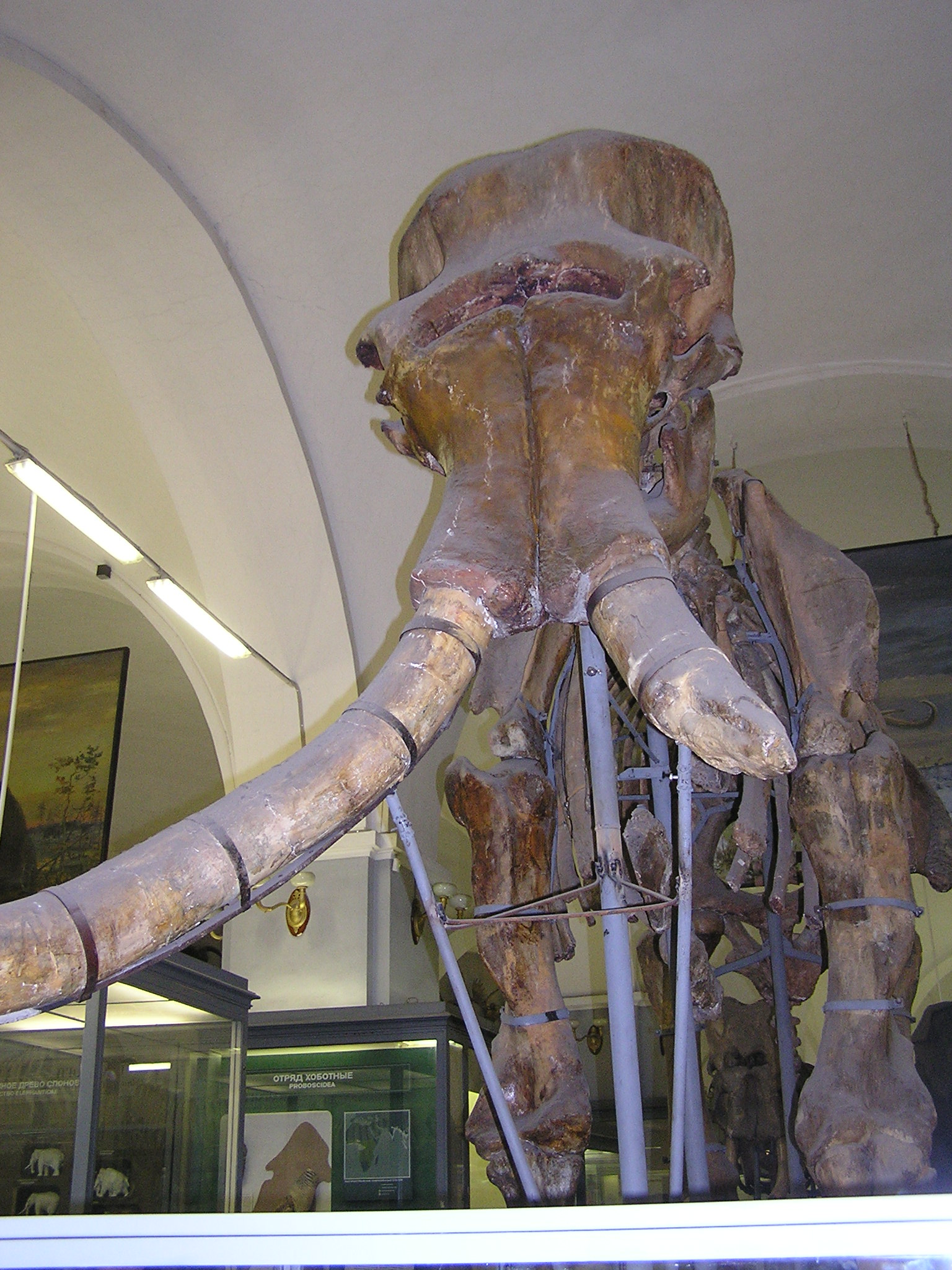
Скелет в 2008 году

Ногайский слон — полный скелет южного мамонта (слона), найденный близ города Приморск (во время находки — Ногайск) Запорожской области на берегу Азовского моря у Бердянского залива. Экспонируется в Зоологическом музее в Санкт-Петербурге.
Является самым крупным из всех известных экземпляров южных мамонтов (высота в холке составляет 4,3 метра). Относится к плиоценовому периоду, возраст составляет примерно 3-5 миллионов лет.
Останки были обнаружены в июне 1941 года, незадолго до начала Великой Отечественной войны. Во время немецкой оккупации они были извлечены при участии палеонтолога Георгия Манохина и вывезены в Берлин. После окончания войны Ногайский слон был возвращён в СССР, где его описал, отреставрировал и собрал Вадим Гарутт.

## История находки

### Обнаружение и раскопки

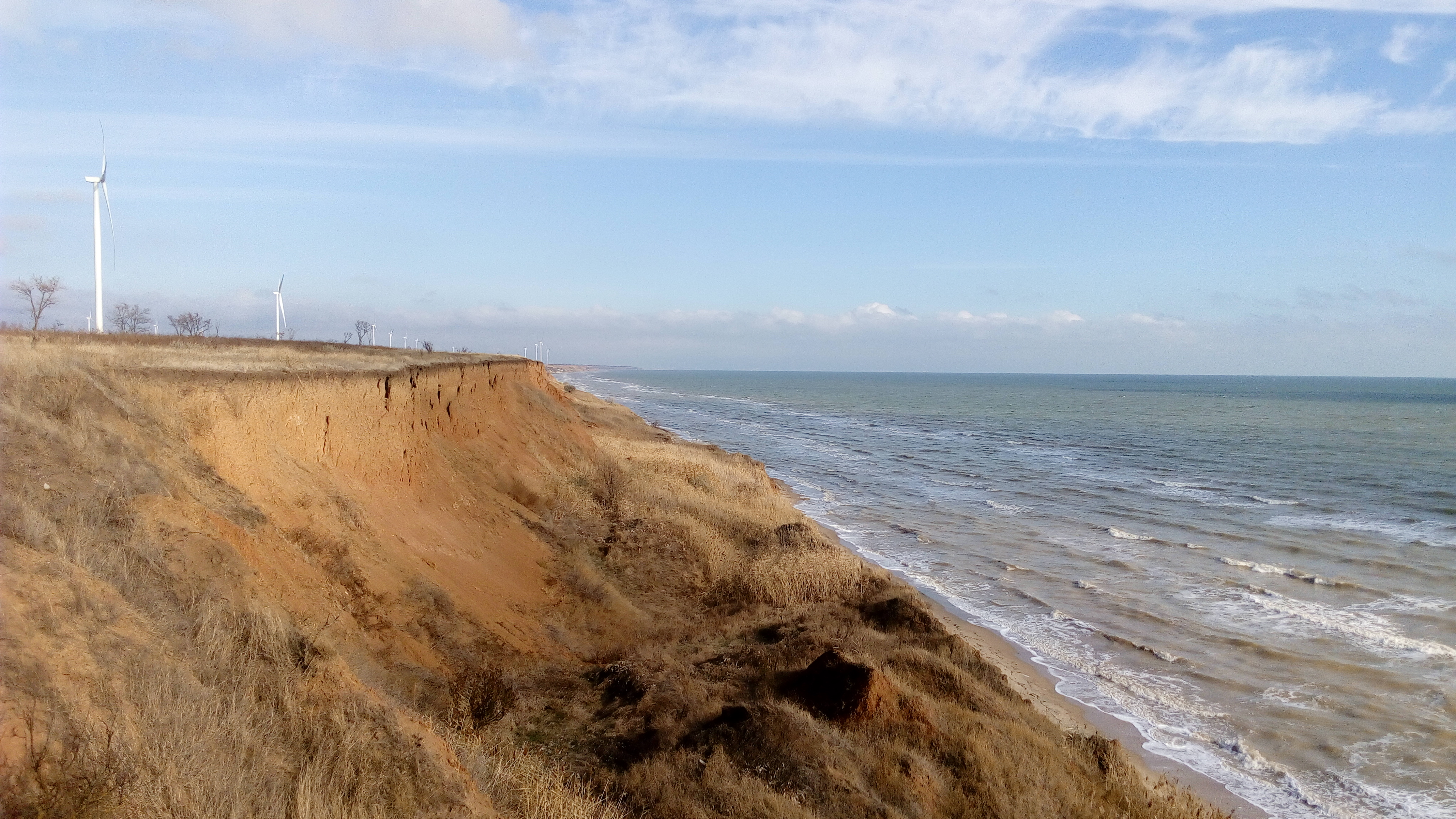
Берег Азовского моря

Впервые сведения об обнаружении остатков южного мамонта (Archidiskodon meridionalis) были опубликованы 12 июня 1941 года в газете «Большевик Запорожья». Находку сделал тракторист Семён Иванович Сирица из бригады № 5 Трояновской МТС во время работы на береговом обрыве Азовского моря у Бердянского залива, примерно в 7 км от города Ногайска (ныне — Приморск) и близ села Обиточное (сейчас микрорайон Приморска), где он наткнулся на часть тазовой кости.
После известия о находке райисполком запретил раскопки до прибытия специалистов. Первыми место обследовали сотрудники краеведческих музеев Днепропетровска и Запорожья, однако определить принадлежность костей южному слону удалось Георгию Васильевичу Манохину, заведующему отделом природы и истории Бердянского краеведческого музея (в то время — Осипенковского).
Позже место раскопок посетили учёные: Ю. П. Медведев из Владивостокского краевого музея (участник Азово-Черноморской экспедиции), геолог Е. В. Петровский и палеонтолог И. С. Сидоренко из АН УССР, которые подтвердили вывод Манохина о том, что останки принадлежат южному мамонту.
Из-за отсутствия финансирования работы по извлечению остатков были приостановлены. Для полной расчистки требовалось снять около 60 кубометров глины, но средств у музея не было, и с началом Великой Отечественной войны 23 июня 1941 года раскопки прекратили. Большую часть костей успели перевезти в музей.

### Вывоз в Германию
Полностью скелет был раскопан только в октябре 1942 года усилиями немецких военных. Считая, что осенние штормы могут уничтожить ценную находку, Манохин обратился за помощью к немецкому командованию. В Бердянск из Берлина прибыл специальный батальон под руководством зондерфюрера Каспари, задачей которого было извлечение, транспортировка и сохранение останков.
Некоторые кости, находящиеся под открытым небом, оказались повреждены. Тем не менее их фрагменты были аккуратно собраны и упакованы. Вся документация и материалы, связанные с этими раскопками, была вывезена в Германию, где хранилась в Государственном управлении почвенных исследований в Берлине.
Изучением остатков занимался профессор Геологического института Берлинского университета В. Дитрих. Он установил, что кости принадлежат пожилому самцу, возрастом около 80-100 лет. Манохин также прибыл в Берлин, участвовал в подготовке выставки и в мае 1943 года опубликовал статью о находке в специализированном немецком журнале Neus Jahrbuch für Mineralogie, Geologie und Paläontologie.
После окончания войны Георгий Манохин был арестован советскими властями за сотрудничество с оккупантами и умер в харьковском ИТЛ «Холодная гора».

### Возвращение в СССР

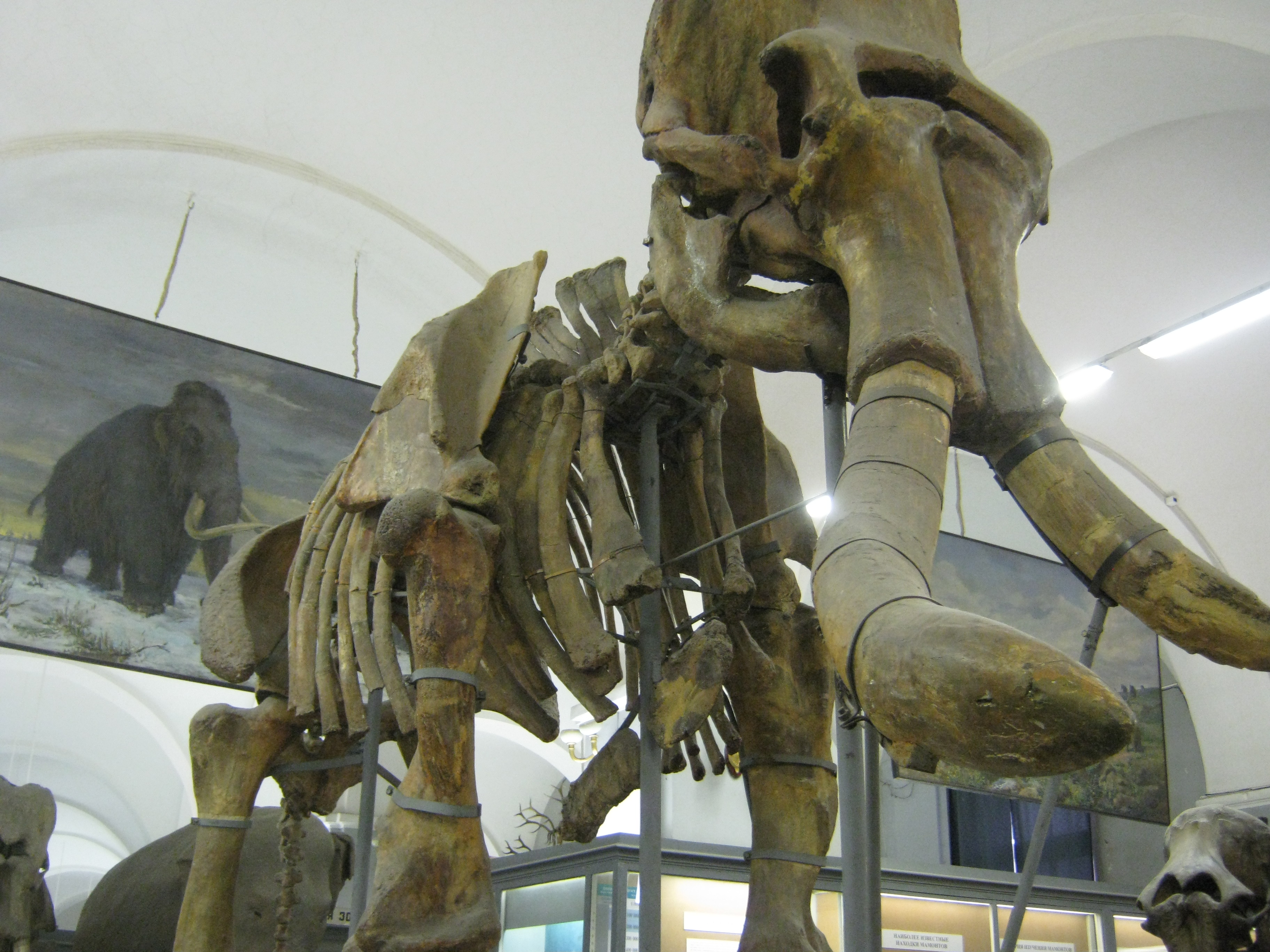
Скелет в 2011 году

После войны 12 ящиков с костями по ошибке оказались в Эрмитаже. Это произошло из-за маркировки: на ящиках с костями была нанесена буква «К» (предположительно от слова «картины»), что ввело в заблуждение сотрудников, занимавшихся перемещением культурных ценностей.
Кости сначала осмотрел заведующий ленинградского Зоологического музея Всеволод Борисович Дубинин, а в 1949 году они были переданы на постоянной основе этому музею. Описанием, реставрацией и сборкой скелета занимался кандидат биологических наук Вадим Евгеньевич Гарутт. В ходе изучения он заметил на костях греческие буквы, тогда как немцы обычно использовали латиницу. В одном из ящиков он обнаружил статью Манохина. Сопоставив данные, Гарутт пришел к выводу, что скелет поступил из Северного Приазовья.
Гарутт неоднократно посещал Бердянск, был знаком с местным краеведом А. Я. Огульчанским, благодаря которому сумел расшифровать систему нумерации, использованную Манохиным. В 1951 году скелет южного слона, единственный в то время полный экземпляр в мире, был выставлен в мамонтовом зале, где экспонируется до настоящего времени.
Данная находка значительно выделяется среди других экспонатов и является самым крупным из всех известных экземпляров южного мамонта. В Европе насчитывается всего семь скелетов подобных слонов, три из которых — полные — находятся в России (один в Санкт-Петербурге и два в Ставрополе). В музеях Парижа, Флоренции, Абруццо и Тбилиси представлены лишь частично восстановленные образцы.

## Описание находки

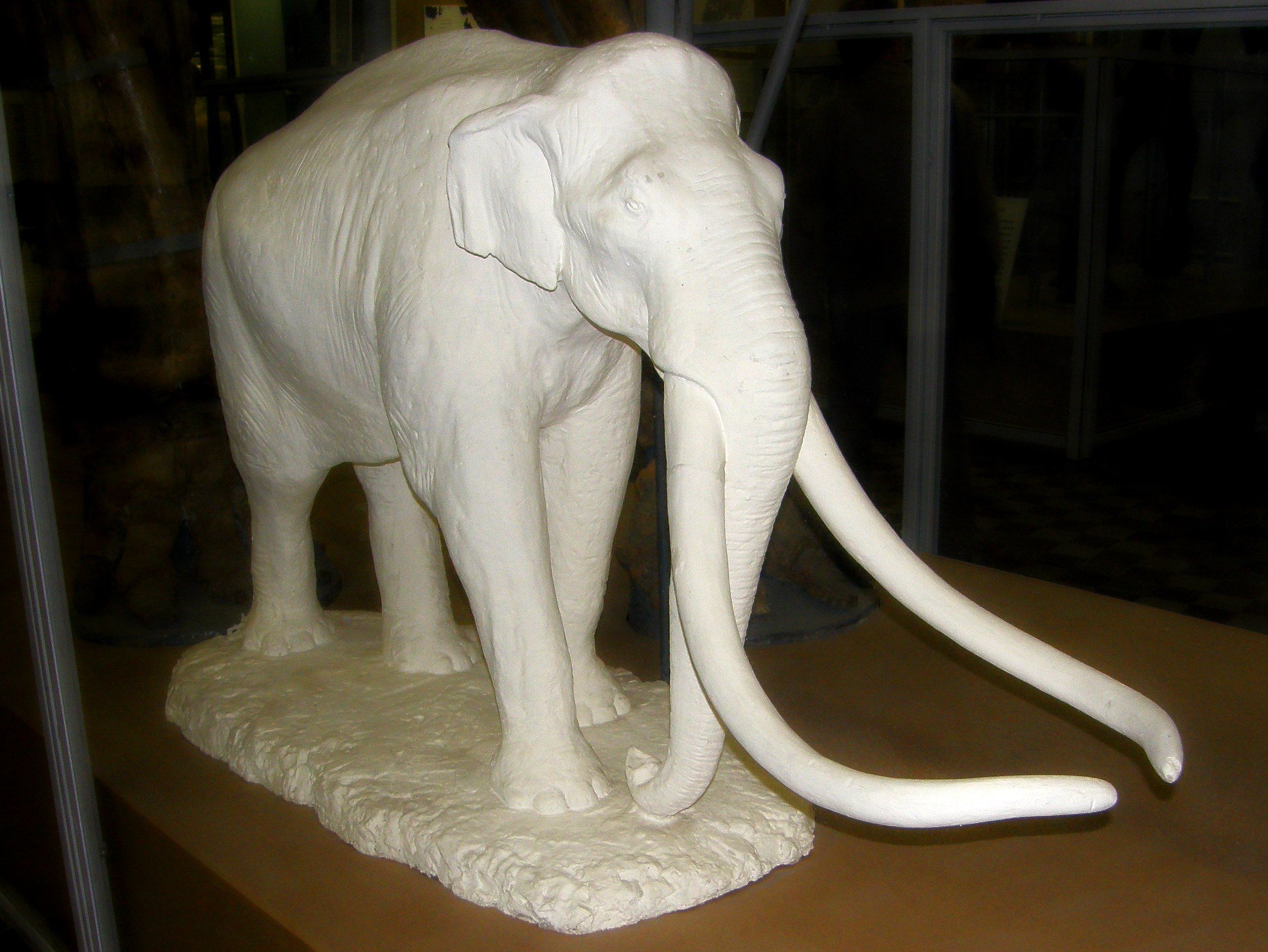
Скульптура ногайского слона

Скелет южного слона из Ногайска принадлежал, вероятнее всего, старому самцу, о чём свидетельствует наличие последних коренных зубов. Кости отличаются значительной степенью минерализации и имеют характерную серовато-жёлтую окраску, местами переходящую в коричневатый оттенок. Останки залегали в речных отложениях верхнего плиоцена, на глубине около 25 метров от поверхности. Осадочная порода представлена серо-жёлтым крупнозернистым песком с примесью гравия.
Ногайский слон, согласно классификации В. И. Громова (1948), относится к таманскому комплексу, характерному для верхнего эоплейстоцена (апшерона по принятой стратиграфической шкале).
В смонтированном виде скелет имеет следующие размеры: общая длина от переднего края предчелюстных костей до задней части седалищных костей составляет 4,25 м; высота от земли до вершины черепа — 4,35 м; максимальная высота в области спины (на уровне остистого отростка восьмого грудного позвонка) — 4,1 м; высота передней конечности по прямой до верхушки лопатки — 3,87 м.
Эти параметры позволяют оценить рост животного при жизни — в спинной области он достигал приблизительно 4,4—4,5 м.
Сохранилась левая предчелюстная кость с закреплённым в ней левым бивнем, а также отдельный правый бивень. Проксимальный конец предчелюстной кости утрачен, поэтому её полную длину можно определить лишь приблизительно. Длина сохранившегося фрагмента составляет 47 см. Несмотря на неполную сохранность, наличие хотя бы одной предчелюстной кости у ногайского слона позволило реконструировать общее строение этих костей.
Правый бивень южного слона из Ногайска имеет длину 1,94 м, однако из-за сломанного основания его первоначальная длина была несколько больше. Максимальный диаметр у сломанного края составляет 20,7 см, минимальный — 13,8 см. Левый бивень, зафиксированный в предчелюстной кости, короче правого, поскольку был повреждён ещё при жизни животного. Поверхность облома хорошо сглажена и отполирована. Полная длина левого бивня составляет 1,36 м, из которых 89 см приходится на его альвеолярную часть.

## Память
На месте находки южного мамонта в 2021 году был установлен арт-объект — стилизованные элементы скелета южного слона, «выступающие» из земли. Скульптурная композиция включает верхнюю часть черепа (высотой 70 см и длиной 2 метра) и бивни, возвышающиеся над поверхностью на 1,8 метра. На благоустройство территории и создание памятника было потрачено 130 тысяч гривен. Финансирование осуществлено за счёт гранта в рамках Программы ООН по восстановлению и развитию мира.